# Southampton Football Club 2016-2017
Questa voce raccoglie le informazioni riguardanti il Southampton Football Club nelle competizioni ufficiali della stagione 2016-2017.

## Rosa
| N. |                             | Ruolo | Calciatore        |
| -- | --------------------------- | ----- | ----------------- |
| 1  | Inghilterra (bandiera)      | P     | Fraser Forster    |
| 2  | Portogallo (bandiera)       | D     | Cédric Soares     |
| 3  | Giappone (bandiera)         | D     | Maya Yoshida      |
| 4  | Paesi Bassi (bandiera)      | C     | Jordy Clasie      |
| 5  | Romania (bandiera)          | D     | Florin Gardoș     |
| 7  | Irlanda (bandiera)          | A     | Shane Long        |
| 8  | Irlanda del Nord (bandiera) | C     | Steven Davis      |
| 9  | Inghilterra (bandiera)      | A     | Jay Rodriguez     |
| 10 | Inghilterra (bandiera)      | A     | Charlie Austin    |
| 11 | Serbia (bandiera)           | C     | Dušan Tadić       |
| 12 | Uruguay (bandiera)          | D     | Martín Cáceres    |
| 13 | Inghilterra (bandiera)      | P     | Alex McCarthy     |
| 14 | Spagna (bandiera)           | C     | Oriol Romeu       |
| 15 | Curaçao (bandiera)          | D     | Cuco Martina      |
| 16 | Inghilterra (bandiera)      | C     | James Ward-Prowse |
| 17 | Paesi Bassi (bandiera)      | D     | Virgil van Dijk   |

| N. |                        | Ruolo | Calciatore            |
| -- | ---------------------- | ----- | --------------------- |
| 18 | Inghilterra (bandiera) | C     | Harrison Reed         |
| 19 | Marocco (bandiera)     | C     | Sofiane Boufal        |
| 20 | Italia (bandiera)      | A     | Manolo Gabbiadini     |
| 21 | Inghilterra (bandiera) | D     | Ryan Bertrand         |
| 22 | Inghilterra (bandiera) | C     | Nathan Redmond        |
| 23 | Danimarca (bandiera)   | C     | Pierre-Emile Højbjerg |
| 24 | Inghilterra (bandiera) | D     | Jack Stephens         |
| 26 | Francia (bandiera)     | D     | Jérémy Pied           |
| 27 | Galles (bandiera)      | C     | Lloyd Isgrove         |
| 28 | Inghilterra (bandiera) | P     | Stuart Taylor         |
| 33 | Inghilterra (bandiera) | D     | Matt Targett          |
| 38 | Inghilterra (bandiera) | C     | Sam McQueen           |
| 40 | Francia (bandiera)     | P     | Mouez Hassen          |
| 41 | Inghilterra (bandiera) | P     | Harry Lewis           |
| 42 | Inghilterra (bandiera) | C     | Jake Hesketh          |

## Maglie e sponsor
| Casa | Trasferta |  |

## Risultati

### Europa League
| Arbitro: | Manuel Gräfe |

|                                |           |  |
| Austin 5’, 27’ Rodriguez 90+2’ | Marcatori |  |

| Be'er Sheva 29 settembre 2016, ore 19:00 CEST 2ª giornata | Hapoel Be'er Sheva | 0 – 0 referto | Southampton | Stadio Yaakov Turner (16 138 spett.)\| Arbitro: \| Stefan Johannesson \| |
| Arbitro:                                                  | Stefan Johannesson |               |             |                                                                          |

| Arbitro: | Gediminas Mažeika |

|              |           |  |
| Candreva 67’ | Marcatori |  |

| Arbitro: | Paweł Gil |

|                                  |           |            |
| Van Dijk 64’ Nagatomo 69’ (aut.) | Marcatori | 33’ Icardi |

| Arbitro: | Jesús Gil Manzano |

|           |           |  |
| Costa 11’ | Marcatori |  |

| Arbitro: | Paolo Tagliavento |

|                |           |             |
| Van Dijk 90+1’ | Marcatori | 79’ Buzaglo |